# Golden Gate Gales
O Golden Gate Gales foi um clube americano de futebol  com sede em Hayward, Califórnia, que era membro da American Soccer League em 1980. 

## História
Em sua única temporada, Mal Roche foi o artilheiro do campeonato com 17 gols.
Depois de começar a temporada e jogar apenas seis jogos no Pioneer Stadium no campus da California State University, Hayward (agora Universidade do Estado da Califórnia em East Bay), os Gales se mudaram e jogaram a maioria de seus jogos em casa no Tak Fudenna Stadium em Fremont, Califórnia, no campus da Washington High School.